# Csömöri gyalogos híd
A csömöri gyalogos híd egy speciális alumíniumötvözetből épült gyalogos híd Budapest és Csömör között, az M0-s körgyűrű fölött.

## Története
Az M0-s autóút Csömör környéki építése során a zsákfaluba vezető lehajtókon a kivitelező nem épített gyalogos járdát, így a település a sztráda 2007-es átadásával kizárólag gépjárművel vagy HÉV-vel lett biztonságosan megközelíthető. A probléma orvoslására 2009-ben megépítették a csömöri gyalogos hidat a József Attila utca és a budapesti XVI. kerületi Suba utca vonalában, valamint máshol is létesítettek a gyalogos és kerékpáros forgalom számára biztonságos átkelési lehetőséget a körgyűrű fölött.
A híd hamar országos ismertségre tett szert, mivel az egy speciális alumíniumötvözetből készült Németországban, így már építésének kezdete óta éjjel-nappal őrizni kell a színesfémtolvajoktól. Ezt kezdetben a híd két oldalán egy-egy biztonsági őr látta el, akiket mára részben kiváltott két biztonsági kamera.